# متعددة النووانيات العالمية
متعددة النووانيات العالمية (الاسم العلمي: Polynucleobacter cosmopolitanus) هي نوع من البكتيريا، سلبية الغرام، تتبع جنس المتعددة النووانيات.